# 1090

## Esdeveniments
- Els almoràvits capturen Granada
- Creació de la Secta dels assassins

## Naixements
- Bernat de Claravall. Sant.

## Necrològiques
- Garcia I de Galícia, Rei de Galícia.
- Ermessenda de Cardona, filla del vescomte Ramon Folc I de Cardona.
- Bernat I de Claramunt, senyor de Tamarit i vescomte de Tarragona.